# 豪門 (電視劇)
《豪門》（英語：Days Of Glory；前名：《交易廣場》），香港亞洲電視製作的劇集，全劇共30集，故事策劃為方剛，監製為梁材遠。
寫盡豪門奢華糜爛，揭露人性貪婪浮誇，動用全台藝員精英傾力演出，投資超逾千萬港元。

## 內容簡介
浮世豪（方剛飾）出身豪門，自小受父母寵壞，只顧吃喝玩樂、與女友董淇（陳玉蓮飾）感情穩定。其後豪發現自己並非浮德泰（楊群飾）與司徒鳳儀（李香琴飾）之親生子，遂性情大變，策劃一連串叛逆陰謀。豪首先收陳君勇（陳庭威飾）為助手，與儀作對；又故意激死老父泰，控制整個家族生意。豪為求加強勢力，不惜拋棄所愛淇，依仗黑邦頭目之女金寶娜（沈殿霞飾）。豪無惡不作，壞事做盡，到底他最後得到什麼報應？

## 演員表

### 陳家
| 演員     | 角色   | 暱稱/關係                                                                     |
| 譚炳文   | 陳 貴  | 陳君勇之父 夏麗珠之舅父 最後病死                                              |
| 歐陽佩珊 | 白素媚 | 陳貴之妻 陳君勇之母 成為浮德泰之親信後，離開陳貴                              |
| 白韻琹   | 陳月霞 | 陳貴之妹 夏麗珠之母 視夏麗珠為搖錢樹 後被夏麗珠拋棄                           |
| 陳庭威   | 陳君勇 | 李欣茹之男友，後分手，最後復合 浮世豪之助手，後反目 李志權之好友 夏麗珠之表兄 |
| 伍詠薇   | 夏麗珠 | 藝名夏帆 香江小姐冠軍 陳月霞之女 李志權之女友 李欣茹的嫂嫂                    |

### 李家
| 演員   | 角色     | 暱稱/關係                                                                             |
| 黎少芳 | 李歐淑芳 | 李志權、李欣茹之母                                                                    |
| 吳毅將 | 李志權   | 李欣茹之兄 陳君勇好友 夏麗珠 (伍詠薇飾)之男友 於第25集受浮世豪指使殺害金震海          |
| 劉錦玲 | 李欣茹   | Lowell 李志權之妹 陳君勇之女友，後分手，最後復合 趙偉亨之下屬兼追求對象，夏麗珠之姑奶 |

### 董家
| 演員   | 角色  | 暱稱/關係                                                             |
| 郭 峰  | 董 榮 | 董淇之兄 金震海、金冠武之手下 於第16集殺害金冠武 於第30集被浮世豪殺害 |
| 陳玉蓮 | 董 淇 | 董榮之妹 浮世豪前未婚妻                                               |

### 浮家
| 演員   | 角色     | 暱稱/關係 |
| 楊 群  | 浮德泰   | 司徒鳳儀之夫 浮世豪、浮世華之父 於第19集病逝 |
| 李香琴 | 司徒鳳儀 | 浮德泰之妻 浮世華之母 浮德泰死後離開浮家 |
| 方 剛  | 浮世豪   | 浮德泰、秦香蘭之私生子 浮世華之同父異母哥哥 董淇前未婚夫 金寶娜丈夫 於第25集指使李志權殺害金震海 於第29集殺害藍夢 於第30集殺害董榮、最後與李欣茹墜樓癱瘓 |
| 林祖輝 | 浮世華   | 同性戀者 浮德泰、司徒鳳儀之子 浮世豪之同父異母弟弟 |
| 趙海怡 | 浮詠珊   | 浮世豪、董淇之女 於第22集被車撞死 |

### 金家
| 演員   | 角色   | 暱稱/關係                                                        |
| 羅 烈  | 金震海 | 金老三 黑幫頭目 金寶娜、金冠武之父 於第25集被李志權槍殺身亡      |
| 樂 蓓  | 藍 夢  | 金震海、浮世豪之情婦 於第29集被浮世豪殺害                        |
| 沈殿霞 | 金寶娜 | Paula 金震海之女 金冠武之姊 浮世豪之妻 劉少東前女友 曾喜歡陳君勇 |
| 林立三 | 金冠武 | 金震海之子 金寶娜之弟 於第4集打死劉少東 於第16集被董榮槍殺身亡   |

## 其他重要角色
| 演員   | 角色   | 暱稱/關係                                          |
| 潘迪華 | 秦香蘭 | 浮德泰之前女友 浮世豪之親母                        |
| 潘志文 | 趙偉亨 | 大律師 李欣茹之上司 追求李欣茹 陳君勇之情敵        |
| 吳浣儀 | 梅雪麗 | 浮家管家 出賣司徒鳳儀 於浮德泰死後被浮世豪趕出浮家 |

## 其他演員
- 張　錚 飾 蔣仁發
- 嚴秋華 飾 蔣仁傑
- 蕭　亮 飾 韋佰年
- 威　利 飾 劉少東
- 敖　龍 飾 范爵士
- 司馬華龍 飾 司馬爵士
- 曾贊安 飾 志
- 劉　準 飾 陳副社長
- 黃麗英 飾 嘉　賓
- 趙　山 飾 嘉　賓
- 鄧漢雄 飾 超（榮手下）
- 曾守明 飾 明（榮手下）
- 李其鈞 飾 周咪咪
- 伍永森 飾 南
- 鄭恕峰 飾 龍　頭
- 凌文海 飾 龍　頭
- 王清河 飾 龍　頭
- 李　岡 飾 龍　頭
- 佘文炳 飾 龍　頭
- 陳　東 飾 龍　頭
- 鄭文霞 飾 六　姐
- 鄒偉倫 飾 Tony
- 羅耀雄 飾 Charles
- 江　圖 飾 Sam
- 陳秋彤 飾 浮氏接待員
- 林可聰 飾 豪秘書
- 萬詩敏 飾 華秘書
- 嘉　俊 飾 PETER關
- 曾詡晉 飾 肥　雄
- 曾瑋明 飾 雄
- 尚　斌 飾 成
- 周兆麟 飾 材
- 夏春秋 飾 宋先生
- 丁　櫻 飾 宋太太
- 陳劍雲 飾 樂　師
- 陳麗雲 飾 何　太
- 李美美 飾 幼稚園教師
- 陳巧儀 飾 Amy
- 鄭　賢 飾 Bee
- 譚少英 飾 東　母
- 甘　山 飾 嘉　賓
- 陳子洪 飾 嘉　賓
- 趙靜儀 飾 嘉　賓
- 姜皓文 飾 嘉　賓
- 鄧美美 飾 嘉　賓
- 盧希萊 飾 嘉　賓
- 龍炳基 飾 嘉　賓
- 施　明 飾 嘉　賓
- 熊德成 飾 嘉　賓
- 譚文潔 飾 嘉　賓
- 尹麗玉 飾 嘉　賓
- 胡渭康 飾 嘉　賓
- 林文偉 飾 嘉　賓
- 陳穎芝 飾 嘉　賓
- 容　兒 飾 嘉　賓
- 黃麗英 飾 嘉　賓
- 何美美 飾 嘉　賓
- 阮令濤 飾 嘉　賓
- 黃狄文 飾 嘉　賓
- 黃振輝 飾 嘉　賓
- 宗　揚 飾 嘉　賓
- 李陽春 飾 嘉　賓
- 楊嘉諾 飾 嘉　賓
- 羅耀雄 飾 嘉　賓
- 石中玉 飾 嘉　賓
- 歐錦棠 飾 嘉　賓
- 胡永耀 飾 嘉　賓
- 湯國明 飾 嘉　賓
- 吳廷燁 飾 嘉　賓
- 區耀國 飾 嘉　賓
- 陳耀輝 飾 嘉　賓
- 容錦昌 飾 嘉　賓
- 歐陽耀麟 飾 嘉　賓
- 冼灝英 飾 嘉　賓
- 黃國輝 飾 Dickson
- 鄧德光 飾 趙醫生
- 江嘉俊（嘉俊）飾浮世華男友
- 計祥龍[註 1] 飾 梅雪麗之弟
- 紀保羅[註 1] 飾

## 製作演員
- 故事策劃：方剛

## 创作背景
方剛在無綫電視劇集《人在邊缘》中亮眼的表現，促使亞視重金禮聘，逐向時任總監李沛權（本身亦是自無綫過檔）提出企劃本劇兼擔任主演，也獲得大量劇情與选角的决定权，其中陳庭威、潘迪華、陳玉蓮等正是由他提议加盟的，更自費数十万港元购置名贵戏服，而促成其過檔的中間人则是有份參演本劇的白韻琹。

## 阵容
本劇是亞视“挖角潮”的其中一部作品，云集众多由TVB過檔的演员，再加上一批亞视當时得领的一线演员，可謂全明星阵容。更出動了幾乎全台的中流砥柱充当綠葉和客串演出。

## 外景

### 香港
花舍
立法局大樓 （現終審法院大樓），皇后像廣場
黄金广场，金堡商场
在望山莊（位於盧吉道廿六號C）
都爹利街
寶福山

### 葡屬澳門
皇家酒店
大炮台

## 金句
“嫁入豪门，你会觉得自己是巨人。”（一種自身的投资，也可以指男性）---- 浮世豪
“每个人都有价格，我也不例外。” ---- 浮世豪

## 轶事
- 本劇是無綫電視資深監製梁材遠為亞洲電視擔任監製的兩部劇集之一，另一部乃較早前首播的《再造繁榮》。
- 陳庭威於效力TVB時一直被指私生活不檢點，更有「人狼威」之污名，以致一直半紅不黑，自加盟亞視後便積極擺脫污點，更被委以重任擔正《勝者為王》及本劇。
- 本劇是陳玉蓮唯一一次接拍的亞視劇集（一年前接拍的《情在亦舒之玉梨魂》乃電視電影）。由於自《大運河》後合約一直被TVB凍結，尚欠數部劇集才能完約，於是煞科後便回TVB拍攝《巨人》，2007年復出後再接拍《原來愛上賊》，2011年底復參演《名媛望族》。
- “秦香蘭”一角原属意由老牌歌手李麗華饰演，因健康理由改由潘迪華饰演，而本劇也是潘唯一一部参演的剧集。
- “浮德泰”一角的前期人选有曾江（因與無線成功續約）、秦沛、江汉等等，最後由楊群饰演。
- 劇中“浮家”的豪華別墅是由已故香港人大代表徐展堂借出。